# Harold Frederick Comber
Harold Frederick Comber (Nymans, 31 de diciembre de 1897 - Blackpool, 23 de abril de 1969) fue un botánico, y horticultor británico, y recolector de plantas especializado en el estudio de los lirios (Lilium).

## Biografía
Hijo mayor de cuatro, y único varón de James y Ethel Comber, nació en Nymans, Staplefield, Sussex, donde su padre era Jefe Jardinero. Fue educado en la escuela de Handcross Council hasta sus 12 años, cuando entró en Ardingly College durante dos años. No sobresalía académicamente, fallando sus exámenes de Oxford locales, pero se destacó por su agudo poder de observación y una memoria retentiva.
Al salir de Ardingly College, Comber trabajó con su padre en Nymans durante dos años, tiempo durante el cual visitó otros jardines famosos, sobre todo Leonardslee, cuyo dueño, Sir Edmund Loder, lo recomendó a Henry J. Elwes, quien lo contrató en su casa, de Colesbourne Park, Gloucestershire. Elwes admiraba sus habilidades, y le animó a escribir un artículo para Gardeners' Chronicle, que fue aceptado para su publicación; Comber sólo tenía 17 años. Tal fue su precocidad que en esta misma época se le confió la gestión de los invernaderos y las colecciones botánicas cuando el personal de más edad debidamente faltaban al servicio por la Primera Guerra Mundial.
Una lesión de rodilla impidió a Comber ir al servicio activo en la guerra, y finalmente realizó 'trabajo de importancia nacional ", haciendo templado y revenido de partes de ametralladora Lewis en Earlswood. Tras el cese de las hostilidades, Comber se unió a los Jardines del castillo Bletchingley, antes de ser patrocinado por Elwes y Loder para estudiar por el Diploma de Horticultura en el Real Jardín Botánico de Edimburgo; donde también escribió un trabajo sobre esterilidad de rododendros. Obtuvo muy buenas notas: 100% en Criptógamas y Botánica, 96% en Nomenclatura Botánica y en Clasificación vegetal. convirtiéndose en el candidato ideal para dos expediciones de obtención de plantas en los Andes patrocinado por los Andes Syndicate (un grupo aristocrático de entusiastas de la jardinería, incluyendo a Charles McLaren, Lord Aberconway, en 1925-1926 y 1926-1927. A pesar de las privaciones extremas, y sólo acompañados por un joven guía, Comber envió semillas y especímenes de herbario de más de 1.200 especies, incluyendo a Embothrium coccineum, Nothofagus antarctica, y varias especies de Berberis y Eucryphia.
Al término de sus estudios y expediciones, Comber dejó Edimburgo para convertirse en jardinero jefe de la familia McEacharn en Galloway House hasta su venta en 1930. Más tarde ese año hizo una expedición botánica a Tasmania, donde, de vez en cuando con Leonard Rodway, recogió semillas de 147 plantas.
A su regreso, tomó el cargo de gerente de la Burnham Lily Nursery en Buckinghamshire que, propiedad de Constable Ltd., Tunbridge Wells, se volvió a la producción de hortalizas durante la Segunda Guerra Mundial. Después de la guerra, se trasladó brevemente al Exbury Gardens de Edmund de Rothschild, seguido de otro corto período con R.H. Bath Ltd. en Wisbech. En 1952, se dirigió a un encuentro de la Royal Horticultural Society sobre lirios, a la que asistieron Jan de Graaff, propietario de la Granja Oregon Bulb en EE. UU.

## Algunas publicaciones
- 1925. Self-sterility in the rhododendrons. Gardeners Chronicle, London, Vol. 77 p.300.
- 1936. Embothrium coccineum and E. lanceolatum. Gardeners Chronicle, London. Vol. 99.
- 1949. A New Classification Of The Genus Lilium, Royal Horticultural Society Lily Yearbook

## Eponimia
Género
- (Solanaceae) Combera Sandwith[6]

Especies
- Escallonia × stricta 'Harold Comber'
- Gaultheria leucocarpa 'Harold Comber'

## Premios y reconocimientos
- Premio Harold F. Comber. La Sociedad Norteamericana de Lirios lo otorga al cultivador de la mejor especie de lirio exhibido en su encuentro anual.